# Station Thurn en Taxis

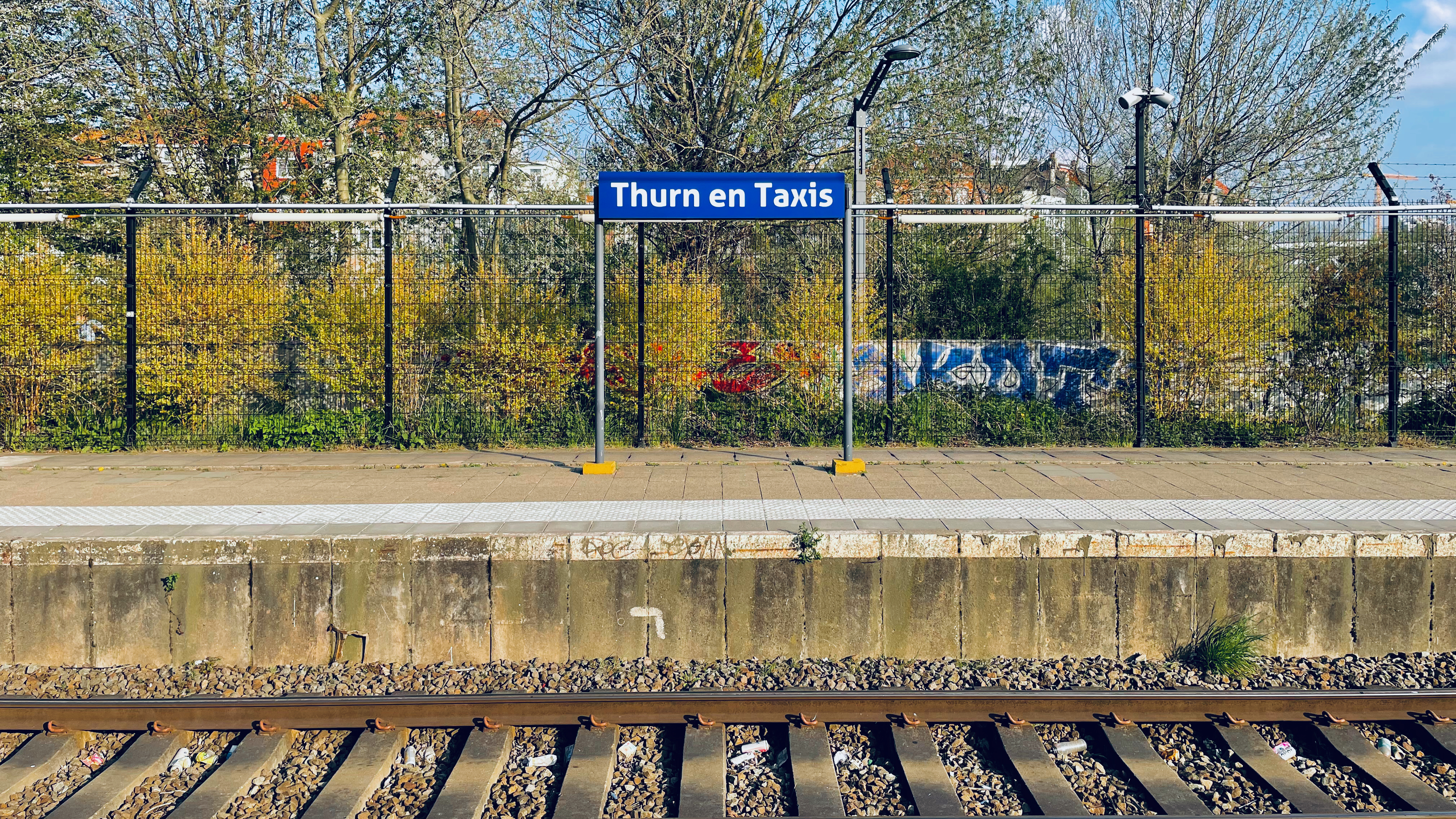
Naambord op een perron

Station Thurn en Taxis (Frans: Tour et Taxis) is een spoorwegstation langs spoorlijn 28 (Schaarbeek - Brussel-Zuid) in de Brusselse plaats Laken (België). Het station werd op 13 december 2015 heropend.

## Geschiedenis

### Station Pannenhuis
Het station Pannenhuis is geopend op 1 mei 1883 en was 101 jaar in gebruik toen het in 1984 werd gesloten bij de invoering van het IC/IR-plan. Er is een verbinding met het metrostation Pannenhuis, dat in oktober 1982 werd geopend en naar aanleiding van de opening van dit metrostation kreeg het treinstation in 1983 nog een volledige opfrissing.

### Heropening
Er waren al enige jaren plannen om dit station te heropenen in het kader van het Gewestelijk ExpresNet. Op 14 september 2015 werd bekend dat dit inderdaad op 13 december 2015 zou gaan gebeuren. Het 'nieuwe' station Thurn en Taxis dient niet verward te worden met het nabijgelegen voormalige goederenstation. Dit goederenstation werd gesloten in 1994 en is anno 2020 omgevormd tot een evenementenlocatie, bedrijvencentrum, park en woonwijk.

## Treindienst
| Serie | Treinsoort | Route                                                              | Bijzonderheden                                   |
| ----- | ---------- | ------------------------------------------------------------------ | ------------------------------------------------ |
| S 10  | GEN (NMBS) | Dendermonde – Thurn en Taxis – Brussel-West – Brussel-Zuid – Aalst | Tijdens de spits extra ritten Aalst-Brussel-Zuid |

## Reizigerstellingen
De grafiek en tabel geven het gemiddeld aantal instappende reizigers weer op een week-, zater- en zondag.
| Tabel: aantal instappende reizigers station Thurn en Taxis | Tabel: aantal instappende reizigers station Thurn en Taxis | Tabel: aantal instappende reizigers station Thurn en Taxis | Tabel: aantal instappende reizigers station Thurn en Taxis |
|                                                            | Weekdag                                                    | Zaterdag                                                   | Zondag                                                     |
| ---------------------------------------------------------- | ---------------------------------------------------------- | ---------------------------------------------------------- | ---------------------------------------------------------- |
| 1977                                                       | 54                                                         | -                                                          | 4                                                          |
| 1978                                                       | 37                                                         | -                                                          | 1                                                          |
| 1979                                                       | 20                                                         | -                                                          | -                                                          |
| 1980                                                       | 17                                                         | -                                                          | -                                                          |
| 1981                                                       | 17                                                         | -                                                          | -                                                          |
| 1982                                                       | 11                                                         | -                                                          | -                                                          |
| 1983                                                       | 19                                                         | -                                                          | -                                                          |
| 1984                                                       | -                                                          | -                                                          | -                                                          |
| 1985                                                       | -                                                          | -                                                          | -                                                          |
| 1986                                                       | -                                                          | -                                                          | -                                                          |
| 1987                                                       | -                                                          | -                                                          | -                                                          |
| 1988                                                       | -                                                          | -                                                          | -                                                          |
| 1989                                                       | -                                                          | -                                                          | -                                                          |
| 1990                                                       | -                                                          | -                                                          | -                                                          |
| 1991                                                       | -                                                          | -                                                          | -                                                          |
| 1992                                                       | -                                                          | -                                                          | -                                                          |
| 1993                                                       | -                                                          | -                                                          | -                                                          |
| 1994                                                       | -                                                          | -                                                          | -                                                          |
| 1995                                                       | -                                                          | -                                                          | -                                                          |
| 1996                                                       | -                                                          | -                                                          | -                                                          |
| 1997                                                       | -                                                          | -                                                          | -                                                          |
| 1998                                                       | -                                                          | -                                                          | -                                                          |
| 1999                                                       | -                                                          | -                                                          | -                                                          |
| 2000                                                       | -                                                          | -                                                          | -                                                          |
| 2001                                                       | -                                                          | -                                                          | -                                                          |
| 2002                                                       | -                                                          | -                                                          | -                                                          |
| 2003                                                       | -                                                          | -                                                          | -                                                          |
| 2004                                                       | -                                                          | -                                                          | -                                                          |
| 2005                                                       | -                                                          | -                                                          | -                                                          |
| 2006                                                       | -                                                          | -                                                          | -                                                          |
| 2007                                                       | -                                                          | -                                                          | -                                                          |
| 2008                                                       | -                                                          | -                                                          | -                                                          |
| 2009                                                       | -                                                          | -                                                          | -                                                          |
| 2010                                                       | -                                                          | -                                                          | -                                                          |
| 2011                                                       | -                                                          | -                                                          | -                                                          |
| 2012                                                       | -                                                          | -                                                          | -                                                          |
| 2013                                                       | -                                                          | -                                                          | -                                                          |
| 2014                                                       | -                                                          | -                                                          | -                                                          |
| 2015                                                       | -                                                          | -                                                          | -                                                          |
| 2016                                                       | 27                                                         | 20                                                         | 20                                                         |
| 2017                                                       | 51                                                         | 45                                                         | 8                                                          |
| 2018                                                       | 102                                                        | 51                                                         | 33                                                         |
| 2019                                                       | 75                                                         | 45                                                         | 58                                                         |
| 2020                                                       | 70                                                         | 29                                                         | 29                                                         |
| 2020                                                       | 70                                                         | 29                                                         | 29                                                         |
| 2020                                                       | 70                                                         | 29                                                         | 29                                                         |
| 2021                                                       | -                                                          | -                                                          | -                                                          |
| 2022                                                       | 172                                                        | 133                                                        | 140                                                        |
| 2023                                                       | 159                                                        | 125                                                        | 124                                                        |
| 2024                                                       | 124                                                        | 84                                                         | 67                                                         |

Anderlecht · 
Arcaden · 
Bockstael · 
Boondaal · 
Bordet · 
Bosvoorde · 
Brussel-Centraal · 
Brussel-Congres · 
Brussel-Groendreef · 
Brussel-Kapellekerk · 
Brussel-Luxemburg · 
Brussel-Noord · 
Brussel-Schuman · 
Brussel-West · 
Brussel-Zuid · 
Delta · 
Diesdelle · 
Etterbeek · 
Evere · 
Ganshoren · 
Haren · 
Haren-Zuid · 
Jette · 
Josaphat · 
Koninklijk Station · 
Koninklijke Sint-Mariastraat · 
Kuregem · 
Laken · 
Leuvensesteenweg · 
Meiser · 
Merode · 
Moensberg · 
Mouterij · 
Paleisstraat · 
Rogierstraat · 
Schaarbeek · 
Schaarbeek-Josaphat · 
Simonis · 
Sint-Agatha-Berchem · 
Sint-Job · 
Thurn en Taxis · 
Thurn en Taxis (Goederen) · 
Ukkel-Kalevoet · 
Ukkel-Stalle · 
Vorst-Oost · 
Vorst-Zuid · 
Watermaal · 
Wetstraat · 
Zoniënwoud
0,0: Schaarbeek ·
1,5: Koninklijk Station ·
1,9: Laken ·
2,8: Thurn en Taxis ·
4,7: Simonis ·
5,9: Brussel-West ·
7,7: Kuregem ·
8,9: Brussel-Zuid ·